# Lyndley Alan Craven
Lyndley Alan Craven, född den 1 september 1945 i Melbourne, död den 11 juli 2014 i Canberra, var en australisk botaniker som var specialiserad på Melaleuca och Syzygium samt australiska arter av hibiskussläktet och bomullssläktet.
Auktorsnamnet Craven kan användas för Lyndley Alan Craven i samband med ett vetenskapligt namn inom botaniken; se Wikipediaartiklar som länkar till auktorsnamnet.

## Arter uppkallade efter Craven
- Hibbertia cravenii
- Rhododendron cravenii
- Goodenia cravenii
- Hibiscus cravenii
- Hygrochloa cravenii
- Grevillea cravenii
- Xanthoparmelia cravenii
- Eugenia craveniana
- Syzygium cravenii
- Pittosporum cravenianum
- Melicope cravenii
- Rhaphidophora cravenschoddeana